# Tolochenaz
Tolochenaz är en ort och kommun i distriktet Morges i kantonen Vaud, Schweiz. Kommunen har 1 928 invånare (2023).
Skådespelerskan Audrey Hepburn bodde i Tolochenaz från 1963 fram till sin död 1993. Även den svenska världstenoren Nicolai Gedda var bosatt i kommunen fram tills han avled 2017.